# والتر ليمون جونيور
والتر ليمون جونيور (بالإنجليزية: Walter Lemon Jr.)‏ مواليد 26 يوليو 1992 في شيكاغو، هو لاعب كرة سلة أمريكي. بدأ مسيرته الاحترافية في سنة 2014. يلعب في الدوري اليوناني لكرة السلة كلاعب هجوم خلفي. يحمل الرقم 34. يبلغ طوله 6 قدم 3 بوصة (1.9 م). لعب مع كرايلسهايم مرلينز في الدوري الألماني لكرة السلة وفورت واين ماد أنتس.

## روابط خارجية
- والتر ليمون جونيور على موقع إن بي أي (الإنجليزية)
- والتر ليمون جونيور على موقع سبورتس رفرنس (الإنجليزية)
- والتر ليمون جونيور على موقع كرة السلة الأوروبية.كوم (الإنجليزية)
- والتر ليمون جونيور على موقع كلية كرة السلة في سبورتس رفرنس.كوم (الإنجليزية)
- والتر ليمون جونيور على موقع ريلجم (الإنجليزية)
- والتر ليمون جونيور على موقع بروبوليرز (الإنجليزية)
- والتر ليمون جونيور على موقع سبورتس رفرنس (الإنجليزية)
- والتر ليمون جونيور على موقع سبورتس رفرنس (الإنجليزية)